# 净礼

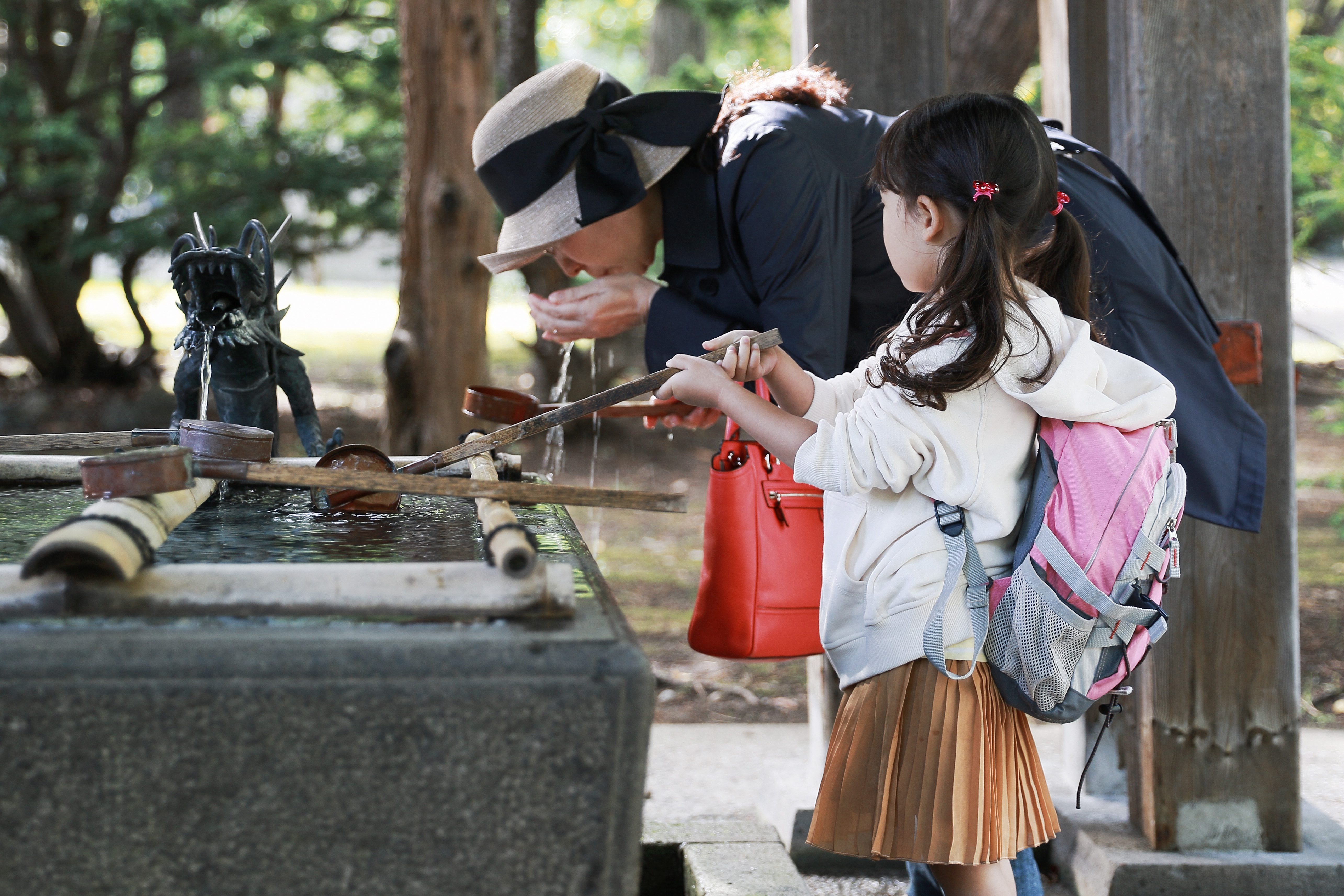
一對母女在進入神社前進行淨禮

净礼是許多宗教规定的一种仪式，即參加其他宗教儀式前要先洗澡或清洗身上某個部位，然後才能參加其他宗教儀式。人們認為只有摆脱不洁後才能去拜神。一些人认为净礼对健康有益，可以预防感染。 